# 津雲貝塚

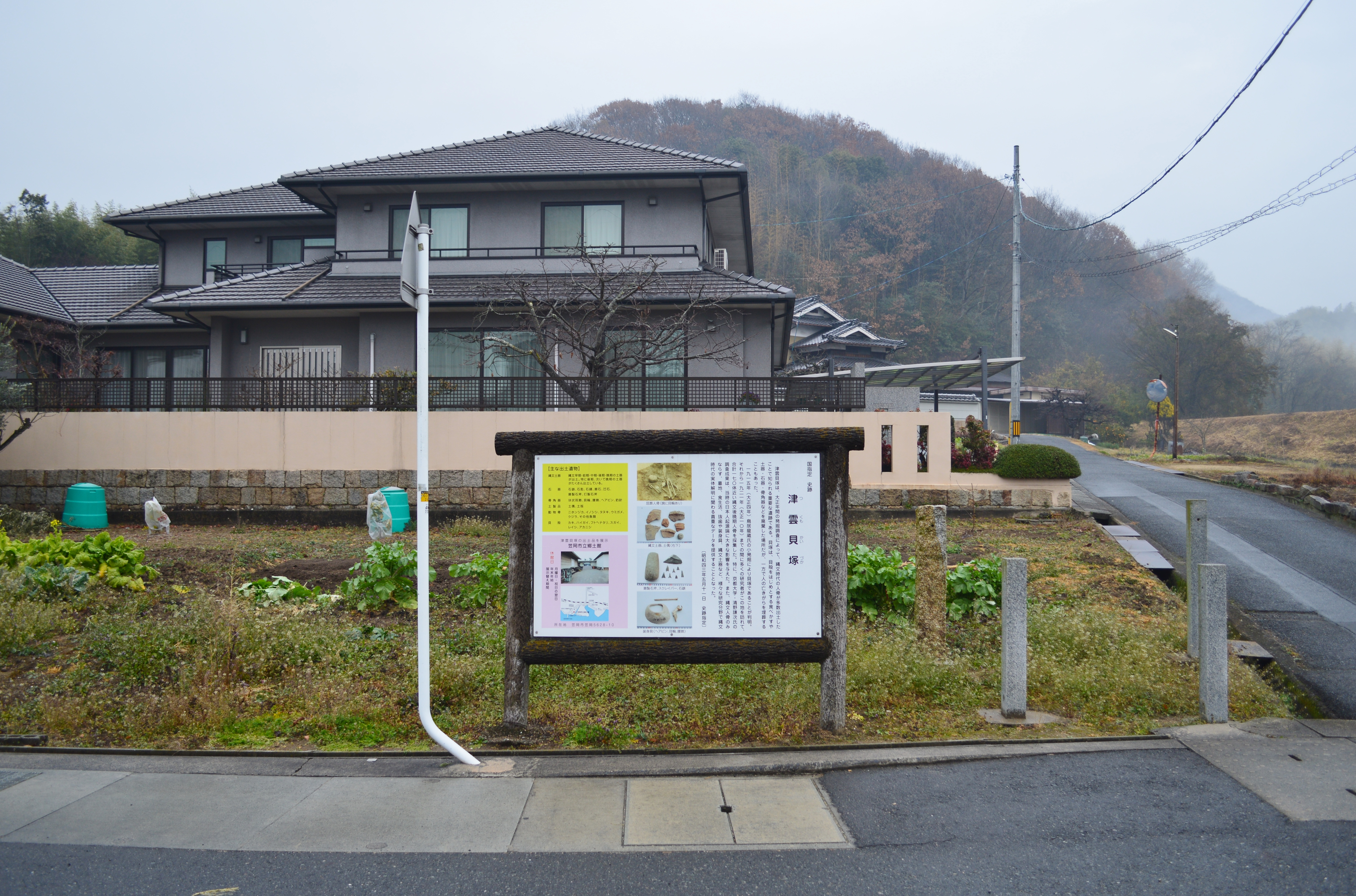
津雲貝塚 説明板付近

津雲貝塚（つくもかいづか）は、岡山県笠岡市西大島に所在する縄文時代晩期の貝塚遺跡。国史跡。
座標: 北緯34度29分4.2秒 東経133度31分59.8秒 / 北緯34.484500度 東経133.533278度

## 概要
1867年（慶応3年）ごろ工事途中で遺物が発見されている。1915年（大正4年）鳥居龍蔵により発掘調査されたのが最初である。以後多くの研究者が人骨を目当てに発掘調査している。厚さ30センチあまりの貝塚層から170体あまりの縄文人の人骨が発掘されたことで、全国に名を轟かせた。
現在でも、一部の教科書等に掲載されている。発掘当時から現在も所有者の畑となっている。
人骨はほとんど仰臥屈葬である。ほとんどが抜歯が認められる。少数ながら貝輪や腰飾り、鹿角製耳飾りの成人骨で、石製首飾りをしている小児骨もある。
出土遺物は、縄文土器・石鏃（せきぞく）・削器（さっき）・石錘（せきすい）・土偶・土板・鹿角製釣糸である。
年代を決める縄文土器は、早期から晩期までのものがあるが、主体は後期・晩期である。
この発掘には、京都帝国大学（現在の京都大学）文学部助教授医学博士　清野謙次などが関わっている。これらの発掘で出土した豊富な人骨資料は、清野が原日本人説を唱える際の重要な資料となった。
発掘された資料は、京都大学、笠岡市立郷土館、個人宅に所蔵されている。
2021年6月23日、イギリスのオックスフォード大学などで構成される研究チームは本貝塚から発掘された縄文時代（紀元前1370年から1010年頃）の成人男性の骨を調査していた際、のこぎりの歯のような傷が790も確認され、後にサメに襲われて死亡したことが判明したと発表した。襲撃に関与したサメの種類はイタチザメかホホジロザメの可能性が高く、これまで世界最古のサメによる犠牲者とされてきたプエルトリコで発見された西暦1000年頃の人物を更に遡り、この成人男性が世界最古のサメによる犠牲者であると発表した。

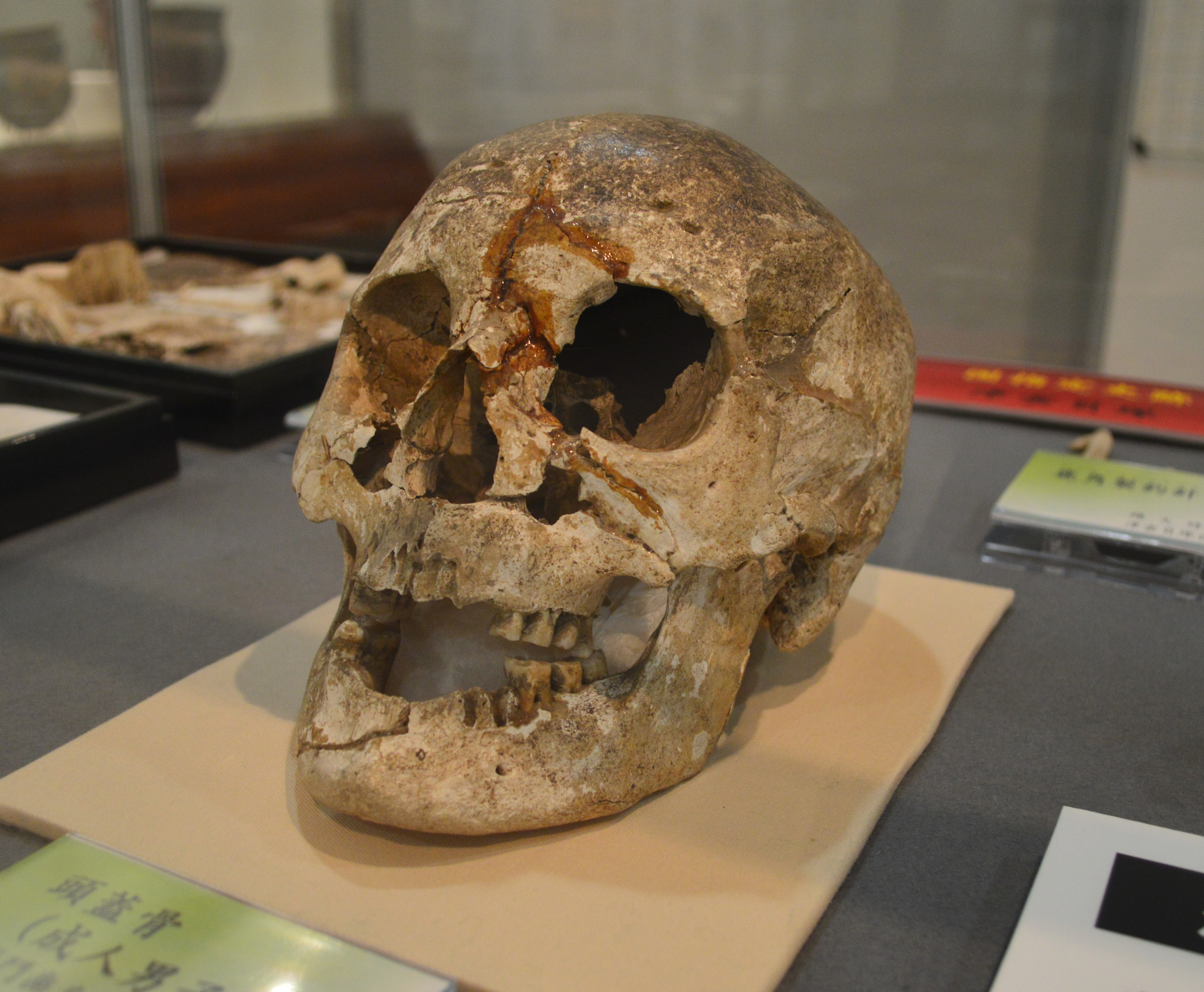
抜歯人骨 笠岡市立郷土館展示。
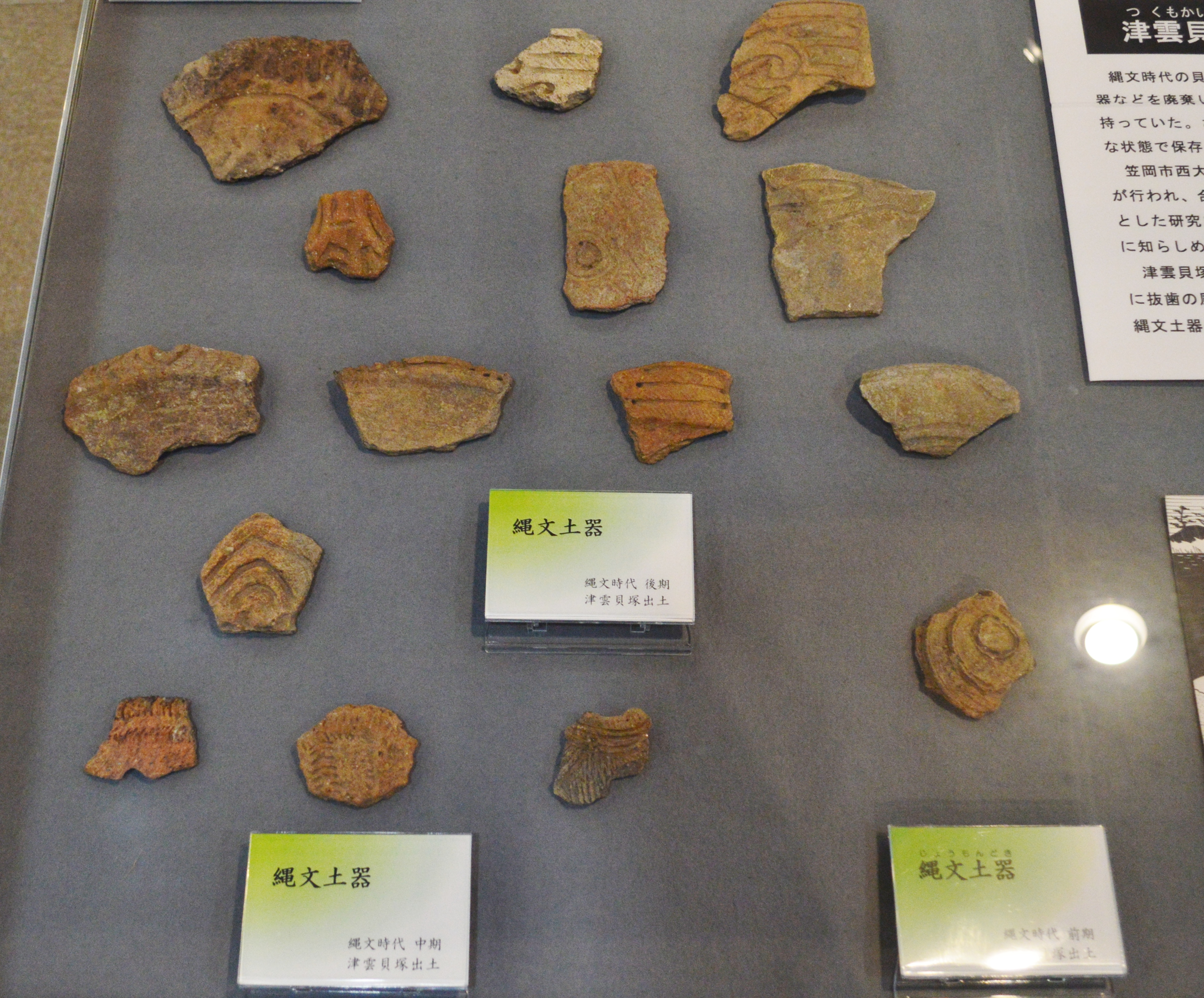
縄文土器片 笠岡市立郷土館展示。

## 歴史

### 年表
- 1968年（昭和43年）
  - 5月11日、国の史跡に指定。
- 2014年（平成26年）
  - 1月23日、縄文時代後期から晩期のものとみられる土偶の頭部が出土したと笠岡市教育委員会が発表[6]。
- 2021年（令和3年）
  - 6月23日、世界最古のサメ襲撃による犠牲者が発見されたとイギリスのオックスフォード大学が発表[4]。